# Мули (река)
Мули́ — река в Хабаровском крае России. Правый приток Тумнина. Длина реки — 95 км. Площадь водосборного бассейна — 1840 км².
На берегах реки расположены населённые пункты Кото, Джигдаси, Кенада, Высокогорный, Соллу, Кузнецовский.
Постановлением Совета Министров РСФСР от 15 февраля 1979 г. № 97 река Мули отнесена к числу рек, являющихся местами нереста лососёвых и осетровых рыб.

## Данные водного реестра
По данным государственного водного реестра России относится к Амурскому бассейновому округу, речной бассейн — бассейны рек Японского моря, водохозяйственный участок — реки пролива Невельского и бассейна Японского моря от мыса Лазарева до северной границы бассейна р. Самарга.
Код объекта в государственном водном реестре — 20040000112118200001793.

## Основные притоки
(расстояние от устья)
- 18 км: река Ойно (лв)
- 19 км: река Джегдася (пр)
- 28 км: река Оемку (лв)